# Static (The Twilight Zone)
"Static" is een aflevering van de Amerikaanse televisieserie The Twilight Zone.

## Plot

### Opening
No one ever saw one quite like that, because that's a very special sort of radio. In its day, circa 1935, its type was one of the most elegant consoles on the market. Now, with its fabric-covered speakers, its peculiar yellow dial, its serrated knobs, it looks quaint and a little strange. Mr. Ed Lindsay is going to find out how strange very soon, when he tunes in to the Twilight Zone.
— Rod Serling

### Verhaal
Ed Lindsay, een verbitterde vrijgezel, ergert zich dagelijks aan de saaie waardeloze programma’s waar de andere inwoners van het huis dagelijks naar kijken. Hij haalt een oude radio uit zijn kelder, waar hij vroeger vaak naar luisterde.
Wanneer hij de radio aanzet, begint deze tot zijn verbazing programma’s uit de jaren 30 en 40 uit te zenden. Hij probeert de anderen hierover te vertellen, maar zij horen enkel ruis. Omdat Ed blijkbaar als enige de programma’s hoort, beginnen zijn huisgenoten zich ernstig zorgen te maken over zijn mentale toestand. Ze geven de radio weg aan een handelaar in de hoop dat dit Ed wel zal kalmeren, maar Ed koopt het ding terug.
Later die dag heeft Ed een confrontatie met Vinnie, die in hetzelfde huis woonde en met wie hij vroeger vaak naar de radio luisterde. De kijker krijgt te weten dat Ed bijna met haar was getrouwd, maar dat hij altijd andere dingen tussenbeide liet komen. Ze vertelt hem dat hij het verleden moet loslaten. Wanneer ze weggaat, zet Ed zijn radio weer aan. En ditmaal begint het ding niet alleen programma’s van 20 jaar terug uit te zenden, Ed belandt zelf weer 20 jaar in het verleden. Hij besluit van de gelegenheid gebruik te maken om eindelijk zijn relatie met Vinnie te versterken.

### Slot
Around and around she goes, and where she stops nobody knows. All Ed Lindsay knows is that he desperately wanted a second chance and he finally got it, through a strange and wonderful time machine called a radio... in the Twilight Zone.
— Rod Serling

## Rolverdeling
- Dean Jagger - Ed Lindsay
- Carmen Mathews - Vinnie
- Robert Emhardt - Professor Ackerman
- Arch W. Johnson - Roscoe Bragg
- Alice Pearce - Mrs. Nielson
- Clegg Hoyt - handelaar
- Stephen Talbot - jongen
- Lillian O'Malley - Miss Meredith
- Pat O'Malley - Mr. Llewellyn
- Roy Rowan - stem van de radio- en tv-presentator
- Diane Strom - blonde dame in sigarettenreclame
- Jerry Fuller - zanger op tv
- Eddie Marr - verkoper op tv
- Bob Crane - stem van de diskjockey

## Achtergrond
- Dit was een van de afleveringen van seizoen 2 die vanwege budgetgebrek werd opgenomen op 16mm-film.
- Arch W. Johnson speelde later ook mee in Showdown with Rance McGrew.
- Stephen Talbot speelde ook mee in The Fugitive.
- De attractie The Twilight Zone Tower of Terror bevat een referentie naar deze aflevering. Aan de uitgang staan enkele radio's met als bijschrift: "Static free reception. You'll be surprised at what you hear."